# Raymond Tuckey
Charles Raymond Davys Tuckey (* 15. Juni 1910 in Godalming, England, Großbritannien; † 15. Oktober 2005, Banbury, England, Großbritannien) war ein britischer Tennisspieler. Seine größten Erfolge feierte er gemeinsam mit Pat Hughes im Doppel.

## Erfolge

### Grand-Slam-Titel
- French Open
  - Doppelfinale (1): 1936

- Wimbledon Championships
  - Doppelsiege (1): 1936
  - Doppelfinale (1): 1937

### Davis Cup
- Siege (2): 1935, 1936
- Finale (1): 1937

## Trivia
Raymond Tuckey war der Sohn der ehemaligen Tennisspielerin Agnes Tuckey. Die beiden bildeten 1931 und 1932 das bis heute einzige Mutter-Sohn-Team, das je im Mixed-Bewerb der Wimbledon Championships angetreten ist.